# Spermacoce spicata
Spermacoce spicata är en måreväxtart som först beskrevs av Friedrich Anton Wilhelm Miquel, och fick sitt nu gällande namn av Piero G. Delprete. Spermacoce spicata ingår i släktet Spermacoce och familjen måreväxter. Inga underarter finns listade i Catalogue of Life.